# Jacksonville (Ohio)
Pour les articles homonymes, voir Jacksonville.
Jacksonville est un village américain situé dans le comté d'Athens, dans l'Ohio. Selon le recensement de 2020, sa population est de 481 habitants.